# Nicolò De Lisi
Nicolò De Lisi (* 7. Januar 2001 in Acqui Terme, Italien) ist ein Schweizer Radsportler, der Rennen auf Bahn und Strasse bestreitet.

## Sportlicher Werdegang
Im Alter von neun Jahren begann Nicolò De Lisi, der in Italien geboren und bis zum 13. Lebensjahr aufgewachsen ist, mit dem Radsport. Seit 2019 wird er von Rubens Bertogliati trainiert.
2018 sowie 2019 wurde De Lisi Schweizer Junioren-Meister im Omnium auf der Bahn, 2019 zudem Schweizer Strassenmeister der Junioren. 2020 holte er den nationalen Elite-Titel im 1000-Meter-Zeitfahren. Im Herbst 2021 wurde er für die Teilnahme an den Bahneuropameisterschaften der Elite im schweizerischen Grenchen nominiert, wo er im Omnium (17.), im Zweier-Mannschaftsfahren (10.) und in der Mannschaftsverfolgung (6.) startete.

## Erfolge

### Bahn
2018
- Schweizer Junioren-Meister – Omnium

2019
- Schweizer Junioren-Meister – Omnium

2020
- Schweizer Meister – 1000-Meter-Zeitfahren

2021
- 6. Rang U23-Europameisterschaft – Team Pursuit

2022
- Schweizer Meister – Ausscheidungsfahren

2023
- Schweizer Meister – Keirin, Mannschaftsverfolgung (mit Simon Vitzthum, Claudio Imhof und Dominik Bieler)

### Strasse
2019
- Schweizer Junioren-Meister – Strassenrennen